# Ex-Girlfriend
Ex-Girlfriend – singiel amerykańskiego zespołu No Doubt. Piosenkę napisali Tom Dumont, Tony Kanal i Gwen Stefani, a producentem jest Glen Ballard. Utwór pochodzi z albumu Return of Saturn, wydanego w roku 2000. Piosenka otrzymała wiele pozytywnych opinii od krytyków muzycznych.

## Teledysk
Reżyserem teledysku do piosenki „Ex-Girlfriend” jest Hype Williams, został on oparty na kontrowersyjnym japońskim filmie Kite (z 1998 roku).
Teledysk otrzymał pozytywne recenzje.

## Formaty i listy utworów
| UK CD1 1. „Ex-Girlfriend” – 3:31 2. „Leftovers” – 4:31 3. „Ex-Girlfriend” (CD-ROM video) UK CD2 1. „Ex-Girlfriend” – 3:31 2. „Big Distraction” – 3:34 3. „Full Circle” – 3:16 | Netherlands/UK/Australia 1. „Ex-Girlfriend” – 3:31 2. „Leftovers” – 4:31 3. „Full Circle” – 3:16 4. „Ex-Girlfriend” video Netherlands/UK 2-track 1. „Ex-Girlfriend” – 3:31 2. „Full Circle” – 3:16 |

## Listy przebojów
| Listy (2000 r.)                  | Pozycja |
| -------------------------------- | ------- |
| Australian Singles Chart         | 9       |
| Canadian Singles Chart           | 40      |
| Finnish Top 20                   | 15      |
| German Singles Chart             | 34      |
| Swedish Top 60                   | 18      |
| Swiss Top 100                    | 19      |
| UK Singles Chart                 | 23      |
| U.S. Billboard Modern Rock Track | 2       |
| New Zealand RIANZ Singles Chart  | 11      |